# Sinophorus exartemae
Sinophorus exartemae är en stekelart som först beskrevs av Tohru Uchida 1928.  Sinophorus exartemae ingår i släktet Sinophorus och familjen brokparasitsteklar. Inga underarter finns listade i Catalogue of Life.